# Joseph Plateau
Joseph Plateau (Brüsszel, 1801. október 14. – Gent, 1883. szeptember 15.) belga fizikus, csillagász.

## Életpályája
Édesapja Tournaiban született, tehetséges virágfestő volt. Van der Mensbrugghe szerint hat éves korában a fiatal Plateau már képes volt olvasni, és ezért ebben az időben csodagyereknek tartották. Az általános iskolában lenyűgözte őt a fizika óra; a látott kísérletek elvarázsolták, megígérte, hogy előbb-utóbb behatol a titkaiba. Az iskolaszüneteket nagybátyjával és annak családjával együtt töltötte: unokatestvére Auguste Payen volt, aki később építész lett, és a belga vasutak fő tervezőjévé vált. 14 éves korában elvesztette szüleit: a veszteség által okozott trauma miatt megbetegedett.
Lenyűgözte a retina benyomásainak kitartása, kísérletet végzett, amely az volt, hogy 25 másodpercig közvetlenül a napba nézett. Később elvesztette látását, mely veszteségét ennek a kísérletnek tulajdonította, de vakságát valószínűleg krónikus uveitis betegsége okozta.
1872-ben a Holland Királyi Művészeti és Tudományos Akadémia külső tagjává választotta.

### Akadémiai karrier
Brüsszelben született; a Liége-i Egyetemen tanult, ahol a fizika és matematika tudományok doktora lett 1829-ben. 1827-ben a brüsszeli Atheneum matematika tanára lett. 1835-ben a Gent Egyetem kísérleti fizika professzora lett.

## Magánélete
1840. augusztus 27-én feleségül vette Augustine-Thérèse-Aimée-Fanny Clavareau-t: egy évvel később, 1841-ben megszületett fiuk. Lánya, Alice Plateau 1871-ben házasságot kötött Gustaaf Van der Mensbrugghe-vel, aki később az első biográfus lett.

## Kutatása

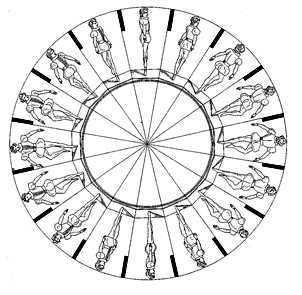
Plateau fenakitoszkópja

1829-ben doktori értekezését Adolphe Quetelet mentorának adta át. Csak 27 oldalas volt, viszont számos alapvető következtetést fogalmazott meg. A színek retinára gyakorolt hatását (időtartam, intenzitás, szín), matematikai kutatását a forgó görbék kereszteződésére (alakzat (geometria), a mozgóképek torzításának megfigyelésére, és a rekonstrukcióra torzított képek számláló forgó lemezeken keresztül (ő ezt anorthoscope-nak nevezte). 1832-ben felfedezte a fenakitoszkópot, vagyis a mozgást szimuláló berendezést. Két lemezt tartalmazott, amelyek közül az egyik egyenlő távolságú, sugarú ablakokkal rendelkezik, amelyen keresztül a néző kinézhet, és egy másik, ami a képsorozatot tartalmazza. Amikor a két lemez megfelelő sebességgel forog, akkor az ablakok és képek szinkronizálása animált hatást eredményez. Ez végül a mozi fejlődéséhez vezetett.

## Fordítás
Ez a szócikk részben vagy egészben  a   Joseph Plateau című angol Wikipédia-szócikk ezen változatának fordításán alapul.  Az eredeti cikk szerkesztőit annak laptörténete sorolja fel. Ez a jelzés csupán a megfogalmazás eredetét és a szerzői jogokat jelzi, nem szolgál a cikkben szereplő információk forrásmegjelöléseként.